# Gruppa D Mistrzostw ZSRR w piłce nożnej
Gruppa D czempionata SSSR po futbołu (ros. Группа «Д» чемпионата СССР по футболу – pol. Grupa D Mistrzostw ZSRR w piłce nożnej) – piąta klasa rozgrywek Mistrzostw Związku Radzieckiego w piłce nożnej. Mistrzostwa klubowe były rozgrywane od 1936 do końca istnienia ZSRR w 1991. System rozgrywek zmieniał się na przestrzeni lat. Najczęściej turnieje o Mistrzostwo ZSRR toczyły się w formie rozgrywek ligowych (mecz i rewanż) w systemie wiosna-jesień. Zmieniała się także nazwa najwyższej ligi. Nazwę Gruppa D nadano jej w sezonie 1937 i istniała tylko jeden rok. W grupie D walczyło 11 zespołów. Mistrzem został Spartak Iwanowo, drugie miejsce zajął Łokomotyw Dniepropetrowsk, a podium zamknął Dinamo Erywań. Na ostatniej pozycji uplasował się Spartak Kijów.